# Jâlons
Jâlons é um pequeno município do departamento de Marne, na região de Grande Leste situada no norte da França.

## Geografia
Este município é rodeado das comunas Condé-sur-Marne ao norte, Aigny e Vraux ao nordeste, Juvigny ao leste, Aulnay-sur-Marne e Matougues ao sudeste, Champigneul-Champagne e Saint-Georges ao sul,Les Istres-et-Bury ao sudoeste, Athis ao oeste, Cherville et Tours-sur-Marne ao noroeste